# Колебин, Владимир Алексеевич
Владимир Алексеевич Колебин (род. 1957,  Красноярский край, СССР) — российский серийный убийца, совершивший 6 убийств в период с 1999 по 2014 год на территории села Рыбное (Рыбинский район, Красноярский край) и приговорённый к 19 годам лишения свободы. Исключительность делу Колебина придает тот факт, что свидетелями убийств стали несколько человек, многие подозревали его, так как жертвами были его родственники и сожительница, но за 15 лет никто не обратился в правоохранительные органы из-за боязни стать очередной жертвой преступника.

## Биография

### Жизнь до убийств
О ранних годах жизни Владимира Колебина известно крайне мало. Родился в 1957 году на территории Красноярского края. Рос в социально неблагополучной обстановке. Имел несколько братьев и сестёр. В детстве Владимир большую часть своего свободного времени проводил на улице, которая как социально-педагогическая среда сильно повлияла на формирование его личности, вследствие чего он начал вести криминальный образ жизни. В советские и постсоветские годы, начиная с возраста 14 лет, Владимир Колебин неоднократно привлекался к уголовной ответственности и был несколько раз судим, однако в совершении преступлений, сопряжённых с насилием, замечен не был. В середине 1990-х годов, отбыв очередное уголовное наказание, он появился в селе Рыбное, где проживали его сестра и брат, после чего устроился сторожем на работу в местный сельскохозяйственный техникум и стал сожительствовать с местной жительницей Ниной Решетниковой.

### Убийства
15 июля 1999 года Колебин находился на ночном дежурстве в сельскохозяйственном техникуме, когда на него было совершено разбойное нападение, в ходе которого Колебин получил огнестрельное ранение правого плеча, в связи с чем он проходил лечение в больнице. После выписки из больницы ему стало известно, что нападение на техникум было совершено членами организованной преступной группировки некоего Масютина. Масютин и его сообщники вскоре были арестованы и осуждены, но на свободе остался местный бизнесмен по фамилии Груздев — заказчик разбойного нападения, который вскоре после суда стал высказывать угрозы в адрес Колебина. 15 октября 1999 года Владимир Колебин решил убить Груздева. С этой целью он решил совершить поджог помещения летней кухни жертвы, чтобы выманить его на улицу и застрелить. Около 3 часов утра, вооружившись ружьём, заряженным самодельной картечью и канистрой с бензином, Колебин разбудил сожительницу Нину Решетникову и потребовал от неё пойти с ним. По пути к дому бизнесмена он приказал Решетниковой спрятаться под мостом через реку и дожидаться его возвращения, а сам пошёл к дому жертвы. Подойдя к летней кухне, он облил горюче-смазочными материалами стену летней кухни, но поджигать не стал, а бросил камень в сторону собаки, в результате чего она залаяла. Примерно через 3-4 минуты на крыльцо летней кухни вышел Груздев и включил освещение над крыльцом. Находясь за оградой дома, Колебин одним выстрелом застрелил свою жертву с расстояния около 2,5 метра, после чего пошёл в сторону моста, к Решетниковой, вместе с которой вернулся позже к себе домой. Канистру с горюче-смазочными материалами он забыл около дома жертвы. Одежду, в которой совершил преступление, Колебин сжёг в печи.
Второе убийство Колебин совершил в феврале 2000 года. Очередной жертвой серийного убийцы стал собственный племянник Владимира — инвалид по психическому здоровью Сергей Годунов, который страдал шизофренией. Годунов периодически проходил лечение в психиатрических клиниках, в ходе которого его психическое состояние улучшалось, однако спустя некоторое время он снова начинал испытывать проблемы со здоровьем и совершал нападения на окружающих с топором, в том числе на свою собственную мать Александру Годунову — сестру Колебина, после чего Владимир решил его убить. Заманив Годунова в свой дом под предлогом совместного распития алкогольных напитков, Колебин зарубил Годунова с помощью топора, после чего закопал труп в загоне для скота на территории своего домовладения. Свидетельницей убийства стала Нина Решетникова, которая помогла Колебину вынести труп Годунова из дома  во двор.
Через несколько месяцев, в мае 2000 года Владимир Колебин совершил убийство брата своей сожительницы Нины — Андрея Иващенко, который вёл маргинальный образ жизни. Иващенко нигде не работал, страдал алкогольной зависимостью и периодически продавал имущество, принадлежащее его сестре, на вырученные деньги которого приобретал алкогольные напитки. В мае 2000 года Колебин заподозрил его в очередном хищении принадлежащего ему имущества, после чего в ходе очередного скандала решил его убить. Колебин заманил жертву в лес под предлогом сбора черемши и распития спиртных напитков. Чтобы ослабить его бдительность, Колебин предложил пойти с ними Нине Решетниковой, которая на это ответила согласием. За день до убийства, взяв с собой ружьё, заряженное самодельной картечью, лопату и надувную лодку, Колебин на мотоцикле отправился на берег реки, где надул лодку и переправился на противоположный берег реки, где в выбранном им месте организовал тайник, в котором спрятал ружьё и лопату. На следующий день ранним утром он вместе с Ниной Решетниковой и Иващенко отправился на берег реки, откуда они на надувной лодке переправились на противоположный берег реки, где недалеко от организованного им накануне тайника с оружием начали сбор черемши. В процессе сбора черемши Колебин вместе с Андреем Иващенко несколько раз прерывались для распития спиртных напитков, после чего вновь продолжали сбор. Владимир тщательно следил за перемещением Андрея, выжидая удобный момент для совершения убийства. Увидев, что Иващенко, находясь в состоянии алкогольного опьянения, потерял бдительность, ушёл вперёд и увлёкся сбором черемши, Колебин отошёл к месту, где спрятал заряженное ружьё и лопату, после чего выстрелом в голову убил Иващенко с расстояния 8-10 метров от него. Труп убитого Колебин похоронил рядом с местом совершения убийства, поместив ему под голову пакет, в котором находилась собранная им черемша, и засыпал яму землей. Свидетельницей преступления снова стала Нина Решетникова.
В конце 2000-х Колебин начал испытывать проблемы с самоконтролем и демонстрировать признаки психического расстройства. Из-за проблем с повышенной импульсивностью между ним и Решетниковой вскоре начались конфликты, в результате чего Решетникова ушла от него. Колебин стал сожительствовать с другой жительницей села Рыбное — Еленой Никитиной, которая вела маргинальный образ жизни. 31 декабря 2009 года Колебин совершил убийство девушки по фамилии Силина. Девушка также вела маргинальный образ жизни и была замечена в занятии проституцией. До сожительства с Никитиной Колебин несколько раз встречался с Силиной, после чего обвинил её в краже магнитофона из своего дома. 31 декабря 2009 года Силина была приглашена в дома Колебина, где они втроём совместно с Никитиной несколько часов распивали алкогольные напитки. В процессе распития спиртных напитков около 22 часов 30 минут, по версии следствия, между Колебиным и Силиной возник конфликт, в ходе которого Владимир и его сожительница Никитина высказали Силиной свои подозрения о её причастности к краже магнитофона. Отрицание Силиной своей причастности возмутило Колебина, после чего он решил её убить. Он вышел во двор за верёвкой, вернулся в дом, где в это время продолжался конфликт между Никитиной и Силиной, после чего подошёл сзади к Силиной и задушил её. Согласно свидетельствам Колебина, процесс удушения занял не менее пяти минут, пока Силина не перестала подавать признаки жизни. С целью сокрытия следов совершённого им преступления Колебин и Никитина раздели убитую девушку, сожгли её одежду в печи дома, после чего вытащили труп в огород, где закопали его в снег. Через несколько дней после совершения убийства Владимир Колебин выкопал труп Силиной из снега и на санях вывез его в поле, расположенное за территорией села Рыбное. Колебин утверждал, что перед тем, как похоронить труп, он произвёл над ним постмортальные манипуляции, в частности, расчленил его с помощью топора, после чего закопал все части тела в снег. Весной 2010 года в ночное время он вернулся к месту сокрытия останков Силиной, но не нашёл в указанном месте головы и конечностей, вследствие чего закопал в яму лишь торс трупа убитой. Елена Никитина, будучи свидетелем убийства, в правоохранительные органы обращаться не стала.
Летом 2013 года Колебин убил 27-летнюю Елену Никитину, с которой семейная жизнь не заладилась. Девушка имела проблемы с самодисциплиной, не обладала умением строго следовать определённым жизненным принципам, правилам и нормам, вследствие чего отказывалась выполнять требования Колебина. Согласно версии следствия, в день убийства Никитина разбудила Колебина в 5 часов 30 минут утра, после чего между ними произошла ссора, в ходе которой Владимир рассёк Елене левую бровь ударом электрического чайника. Он отправил Никитину умыться в летний душ, расположенный во дворе его дома. В то время, пока девушка находилась в душе, Колебин взял ружьё из тайника в собачьей будке, расположенной у входа в дом, после подошёл к помещению душа и выстрелил Никитиной в спину. Колебин утверждал, что девушка после получения огнестрельного оружия не умерла и оставалась в сознании, вследствие чего он повалил её на землю лицом вверх, толкнув правой рукой в правое плечо, сел на неё сверху и начал душить, обхватив и с силой сдавливая руками её шею. Когда Елена Никитина перестала двигаться и дышать, он вернулся в дом, взял кухонный нож, вернулся к Никитиной, лежавшей на земле во дворе, после чего нанёс ей один удар ножом в грудь с левой стороны. Труп убитой Колебин закопал у себя во дворе, а на месте её могилы высадил клумбу с цветами, соорудив периметр из кирпичей в форме креста. Чтобы снять с себя подозрения в причастности к исчезновению девушки, Колебин написал записку от её имени, в которой говорилось, что она уезжает на заработки в другой город, так как должна была выплачивать родной дочери алименты. Также он активно оказывал помощь полиции в ходе её поисков.
В начале 2014 года Колебин совершил последнее убийство. Его жертвой стал местный житель Николай Иванов. Колебин заявил, что в день убийства к нему пришла пьяная жена Иванова, которую он угостил алкогольным напитком, после чего женщина уснула. Примерно через 10 минут к нему в дом ворвался разъярённый Иванов, который, обнаружив свою жену спящей, начал её избивать. Колебин заступился за женщину, которой удалось убежать из дома, после чего предложил Иванову выпить. Однако Николай Иванов схватил нож и начал угрожать Колебину расправой. Колебин утверждал, что пытался успокоить Иванова, но тот продолжал идти с ножом в его сторону, после чего он схватил ружьё, стоявшее в веранде дома, и застрелил Иванова. После совершения убийства Колебин спрятал ружьё обратно в тайник в стене. Труп Иванова он вытащил из дома на улицу, после чего позвонил Нине Решетниковой и попросил её привезти ему самодельные сани, которые он ранее сделал из бензобака. Решетникова привезла ему сани и помогла Колебину вывезти на них труп Иванова в поле за домом, где Владимир Колебин спрятал его в снег.

### Арест, следствие и суд
Владимир Колебин попал под подозрение полиции после того, как в полицию обратилась жена Николая Иванова — Людмила, которая заявила об исчезновении супруга о и том, что в последний раз он был замечен в доме Колебина. В ходе поисков Иванова его сын и местный житель возле дома Колебина нашли тропинку, пройдя по которой, обнаружили тело Иванова в снегу. Расследованием убийства Иванова занялся Евгений Осадчий, следователь-криминалист ГСУ СК РФ по Красноярскому краю, который в ходе опроса родственников и друзей Иванова выяснил, что в селе давно происходят исчезновения людей, а подозреваемым является Владимир Колебин. Летом 2014 года в ходе обыска дома и территории домовладения Колебина был обнаружен тайник в собачьей будке, где было спрятано ружьё — орудие убийства. Сотрудники правоохранительных органов, заподозрив, что в клумбе во дворе дома Колебина может быть находиться ещё один тайник или спрятаны улики, изобличающие его в совершении преступлений, раскопали её. После того как из захоронения были извлечены останки Елены Никитиной, Колебин был арестован. Первоначально он настаивал на своей непричастности к совершению убийств, но впоследствии признал свою вину в 6 убийствах и начал сотрудничать со следствием. Колебин описал обстоятельства совершения убийств и в дальнейшие месяцы принимал участие в следственных экспериментах при проверке показаний на местах совершения убийств. Криминалистическо-баллистическая экспертиза подтвердила, что Груздев, Иващенко, Никитина и Иванов были убиты самодельной дробью, предназначенной для снаряжения патрона к гладкоствольному ружью Владимира Колебина. Нина Решетникова в обмен на иммунитет от судебного преследования также стала сотрудничать со следствием. Она дала признательные показания, заявив, что являлась свидетельницей как минимум 3 убийств, которые совершил Колебин.
В местах захоронений, указанных Колебиным и Решетниковой, следователями летом 2014 года были обнаружены останки Сергея Годунова, Андрея Иващенко и Силиной, которые после обнаружения были отправлены на судебно-медицинскую экспертизу. Результаты экспертизы установили, что их смерть наступила от огнестрельных ранений, ударов топором по голове и удушения, что не противоречило показаниям Колебина и Нины Решетниковой. Помимо этого, были проведены ДНК-экспертизы, по результатам которых были подтверждены личности Иващенко, Годунова и Елены Никитиной. Нина Решетникова заявила следователям, что знала о совершении убийства Силиной. Согласно её показаниям, весной 2010 года Колебин рассказал ей о том, что в декабре 2009 года у него из дома пропал магнитофон и в его хищении он подозревал Силину, после чего ее убил. По словам Решетниковой, спустя некоторое время факт убийства Силиной подтвердила Никитина, однако они не стали обращаться в правоохранительные органы из-за опасения, что станут очередными жертвами Колебина. Также Решетникова свидетельствовала о том, что Колебин признавался ей в совершении убийства Никитиной. После того, как уголовное дело было отправлено в суд, Владимир Колебин был этапирован в психиатрическую клинику для проведения судебно-психиатрической клиники для установления степени его вменяемости. По результатам экспертизы он был признан вменяемым, хотя у него было обнаружено органическое расстройство личности в связи со смешанными заболеваниями (травма головного мозга, злоупотребление алкоголем). Однако судебные психиатры вынесли вердикт, что указанные особенности психики не лишали Колебина в момент совершения преступления способности осознавать фактический характер и общественную опасность своих действий и руководить ими.
Судебный процесс над 58-летним Владимиром Колебиным открылся в 2015 году. В июне того же года Красноярским краевым судом он был признан виновным в совершении 6 убийств и получил в качестве уголовного наказания 19 лет лишения свободы с отбыванием первых 9 лет в тюрьме, а оставшегося срока — в исправительной колонии строгого режима, с последующим ограничением свободы на 1 год. Колебин избежал пожизненного лишения свободы, так как в соответствии со ст. 61 УК РФ суд посчитал, что признание Колебиным вины, его явки с повинной, а также активное способствование раскрытию преступлений являются смягчающими уголовное наказание обстоятельствами. В качестве смягчающего обстоятельства суд также учёл состояние здоровья Колебина, его пожилой возраст. Нина Решетникова в соответствии с иммунитетом от судебного преследования уголовного наказания не понесла.

## В массовой культуре
- Документальный фильм «В тихом омуте...» из цикла «По следу монстра» (2020)